# Lipie Śląskie (stacja kolejowa)
Lipie Śląskie – nieczynna dla ruchu pasażerskiego stacja kolejowa w Lipiu Śląskim, w gminie Pawonków, w powiecie lublinieckim, zaraz obok cegielni. Stacja składała się z jednego toru, jednej bocznicy i peronu. Obecnie używany jest i tor i bocznica (do cegielni), lecz peron wraz z posterunkiem niszczeją. Stacja znajduje się na szlaku Opole–Lubliniec. Została przeniesiona w dniu 20 lipca 1987 roku do Lisowic.